# ガスタービン動車

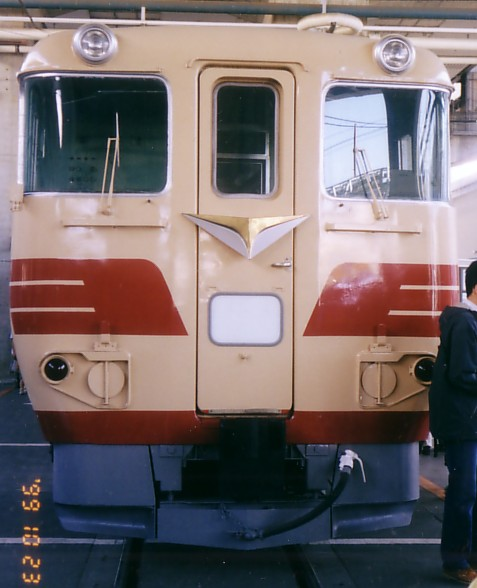
日本国有鉄道のキハ391系

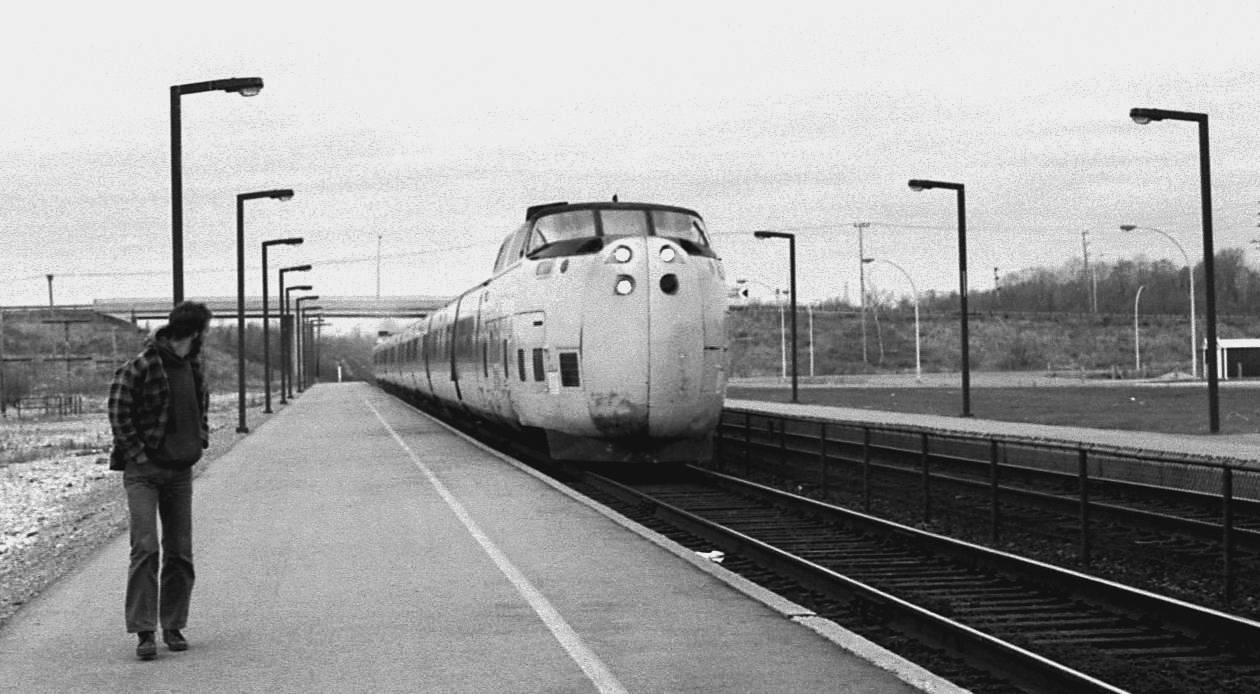
UAC ターボトレイン

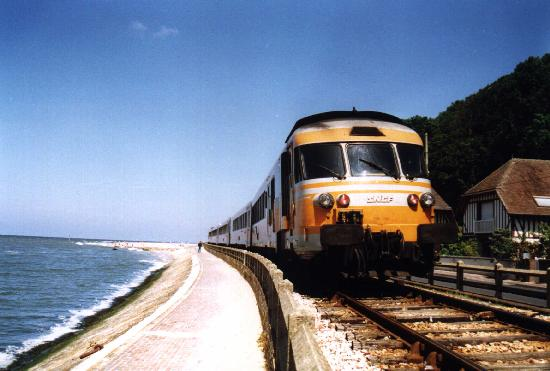
フランス国鉄のT 2000系

ガスタービン動車（ガスタービンどうしゃ）とはガスタービンエンジンを主機関として走行する鉄道車両である。
1960年代から1970年代にかけて各国で非電化区間における速度向上の切り札として開発が進められたが、2度のオイルショックにより石油価格の高騰などによる採算性の悪化、部分負荷時における燃費の問題、騒音等により普及は限定的なものに留まっている。
日本では日本国有鉄道（国鉄）によるキハ07形、キハ391系で試験されたが、実用化には至っていない。フランス、カナダ、アメリカ等では実際に運行されたが、現在では前述の理由が原因でそれらの大半が運行休止している。

## 概要
鉄道車両へのガスタービンエンジン搭載も様々な方法で模索されてきたが、なかなか成功には至らなかった。前述したとおり、緩慢な負荷追従性、低負荷の状態では燃費効率が悪化する・騒音が大きい等が理由として挙げられる。実用例としては、1966年に ユナイテッド・エアクラフト社によるUAC ターボトレインがあり、長期試験の後1968年からアメリカのニューヘブン鉄道で、1973年からカナダ国鉄・モントリオール-トロント間で特急「TURBO」として営業運転を行なっていた。
試験車両としては日本の国鉄が開発したキハ07形改造車（キハ07 901）と、その結果を元に試作されたキハ391系がある。これらは非電化区間のスピードアップを図るために開発されたが、オイルショックの悪影響もあり実用・量産化が断念されている。フランス国鉄が運行するTGVも、初期にはガスタービン駆動の発電機で発電し電動機を駆動する電気式ガスタービン機関車が計画され試作車両が作られたが、同様にオイルショックのため電気機関車方式に変更された。
ただし、実用・量産化の失敗の原因は当時の技術不足の一面も大きく、発電機・電動機の小型化が進んだ現在ならガスタービンエンジンの持ち味を生かせる可能性もあるとも考えられ、現在でもガスタービンで発電機を回して電動機を駆動する「電気式ターボトレイン」の研究が続いており、特にアメリカ合衆国では膨大な軍事技術を投入したハイブリッド仕様のターボトレインを研究中で、回生制御の肝となるフライホイールの開発如何によっては非電化高速鉄道の切り札になると言われている。
また、ジェットエンジンの噴射によって走行するM-497もあった。

### 利点
- 小型で高出力
- 燃料が低オクタン価でも問題ない
- 多種多様な燃料に対応
- 大気汚染物質が往復機関よりも少ない

### 欠点
- 燃費が悪い
- 負荷追従性が劣る
- 騒音が大きい

## 主な車両

### イギリス
- APT-E

### フランス
- TGS
- TGV001
- ターボトレイン (T 2000 (RTG)、ETG)
  - エジプトやイランなどへも輸出され、特にエジプトでは1983年からカイロ - アレクサンドリア間の特急列車として運用されている。

### 西ドイツ
- DB 602

### アメリカ合衆国
- M-497
- UAC ターボトレイン
- ターボライナー

### カナダ
- UAC ターボトレイン
- ジェットトレイン

### 日本
- キハ07 901
- キハ391系